# 加勒特·海因斯
加勒特·海因斯（英語：Garrett Hines，1969年7月3日—），美国男子雪车运动员。他曾代表美国参加1998年和2002年冬季奥林匹克运动会雪车比赛，其中2002年冬季奥运会获得一枚银牌。